# Reysander Fernández
Reysander Fernández Cervantes, né le 22 août 1984 à Morón, dans la province de Ciego de Ávila, est un footballeur cubain qui évoluait au poste de défenseur.

## Biographie

### Carrière en sélection
Joueur important de l'équipe de Cuba des années 2000, il compte 64 sélections (pour 4 buts inscrits) entre 2003 et 2012 et figure notamment dans le groupe des sélectionnés lors de quatre Gold Cup: en 2003, 2005, 2007 et 2011.
Il a aussi l'occasion de disputer les éliminatoires des Coupes du monde de 2010 et 2014 (11 matchs joués en tout). C'est au cours de ce dernier tournoi de qualification, à la veille du match contre le Canada devant se disputer à Toronto, le 12 octobre 2012, qu'il fait défection avec trois autres joueurs (Maikel Chang, Odisnel Cooper, Heviel Cordovés) ainsi que le psychologue de l'équipe cubaine (Ignacio Abreu).

#### Buts en sélection
| Buts en sélection de Reysander Fernández | Buts en sélection de Reysander Fernández | Buts en sélection de Reysander Fernández                   | Buts en sélection de Reysander Fernández | Buts en sélection de Reysander Fernández | Buts en sélection de Reysander Fernández | Buts en sélection de Reysander Fernández |
|                                          | Date                                     | Lieu                                                       | Adversaire                               | Score                                    | Résultat                                 | Compétition                              |
| ---------------------------------------- | ---------------------------------------- | ---------------------------------------------------------- | ---------------------------------------- | ---------------------------------------- | ---------------------------------------- | ---------------------------------------- |
| 1.                                       | 6 juillet 2003                           | Independence Park, Kingston (Jamaïque)                     | Jamaïque                                 | 0-1                                      | 1-2                                      | Amical                                   |
| 2.                                       | 4 décembre 2008                          | Jarrett Park, Montego Bay (Jamaïque)                       | Guadeloupe                               | 0-1                                      | 1-2                                      | CAR 2008                                 |
| 3.                                       | 10 novembre 2010                         | Antigua Recreation Ground, St. John's (Antigua-et-Barbuda) | Dominique                                | 2-1                                      | 4-2                                      | QCAR 2010                                |
| 4.                                       | 3 décembre 2010                          | Stade d'Honneur de Dillon, Fort-de-France (Martinique)     | Guadeloupe                               | 1-0                                      | 1-2                                      | CAR 2010                                 |

## Palmarès

### En club
- FC Ciego de Ávila
  - Champion de Cuba en 2003 et 2009-10[4].

### En équipe nationale
- Cuba
  - Finaliste de la Coupe caribéenne des nations en 2005.